# Hohes Licht
Hohes Licht – szczyt w Alpach Algawskich, części Alp Bawarskich. Leży w zachodniej Austrii, w kraju związkowym Tyrol, tuż przy granicy z Niemcami. Drugi pod względem wysokości szczyt Alp Algawskich. Sąsiednie szczyty to między innymi: Bockkarkopf, Hochfrottspitze i Mädelegabel. Szczyt leży ok. 14 km na południe od Oberstdorfu.